# Esperke
Esperke ist ein nordöstlicher Ortsteil der Stadt Neustadt am Rübenberge in der Region Hannover in Niedersachsen. Das Dorf liegt östlich der Leine und wird von der L 193 durchquert. Zu Esperke gehört das Dorf Warmeloh.

## Geschichte
Die erste urkundliche Erwähnung ist unter dem Namen Esperch für das Jahr 1268 belegt. Mit der Gebietsreform verlor die Gemeinde Esperke am 1. März 1974 ihre politische Selbständigkeit und wurde ein Ortsteil von Neustadt am Rübenberge.

## Politik

### Ortsrat
Der gemeinsame Ortsrat von Esperke/Warmeloh, Helstorf, Luttmersen und Vesbeck setzt sich aus drei Ratsfrauen und acht Ratsherren zusammen. Im Ortsrat befinden sich zusätzlich 19 beratende Mitglieder.
Sitzverteilung:
- CDU: 6 Sitze
- SPD: 4 Sitze
- Freie Demokratische Partei: 1 Sitz

(Stand: Kommunalwahl 12. September 2021)

### Ortsbürgermeister
Die Ortsbürgermeisterin ist Silvia Luft (CDU). Ihr Stellvertreter ist Hans-Peter Matthies (SPD).

### Wappen
Auf grünem Wappenschild liegt ein goldenes Segelschiff.

## Kultur und Sehenswürdigkeiten

### Bauwerke
- Die kleine über 700 Jahre alte gotische Kapelle[8]
- weitere Fachwerkhäuser (teils unter Denkmalschutz)

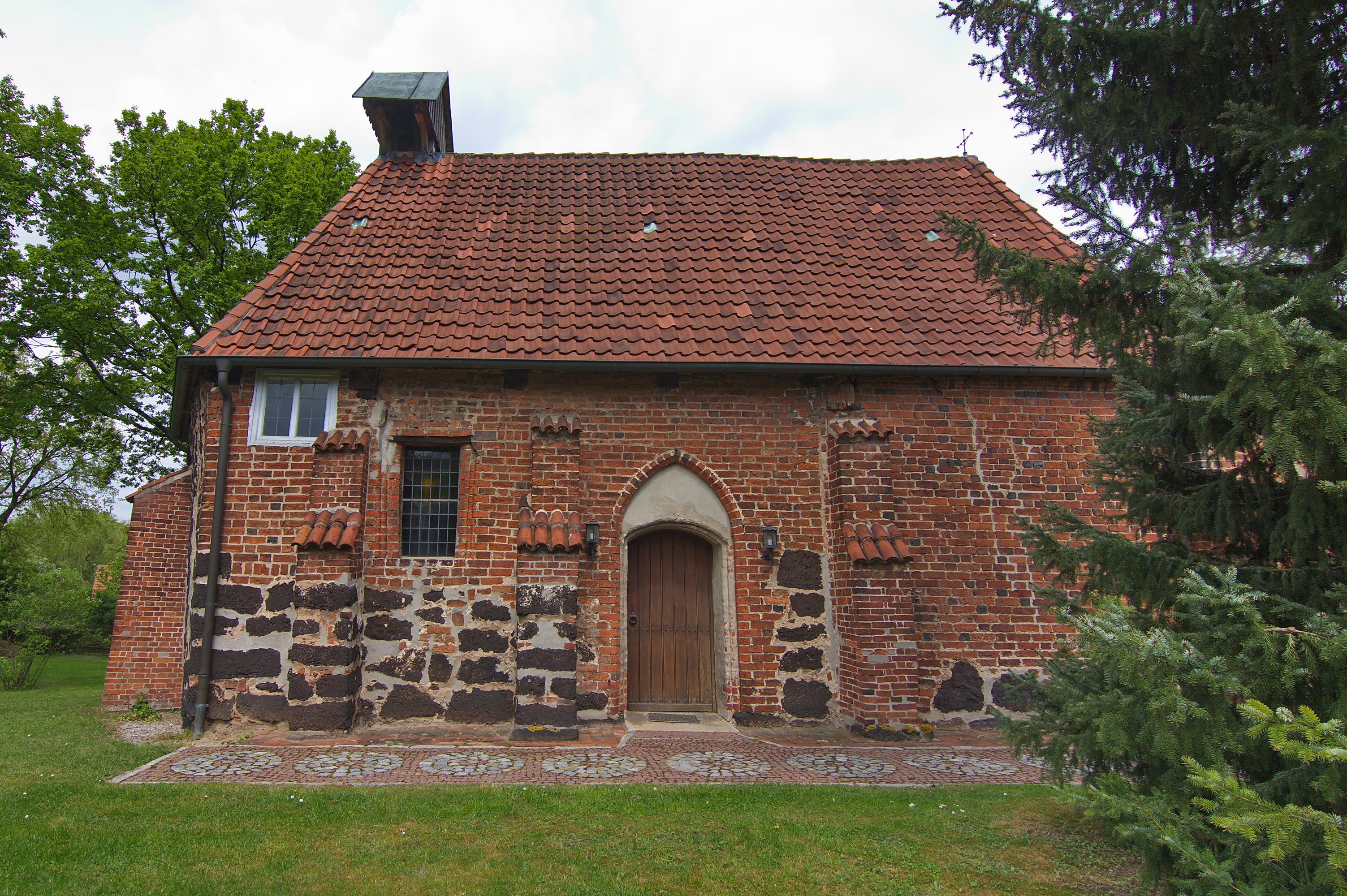
Gotische Kapelle
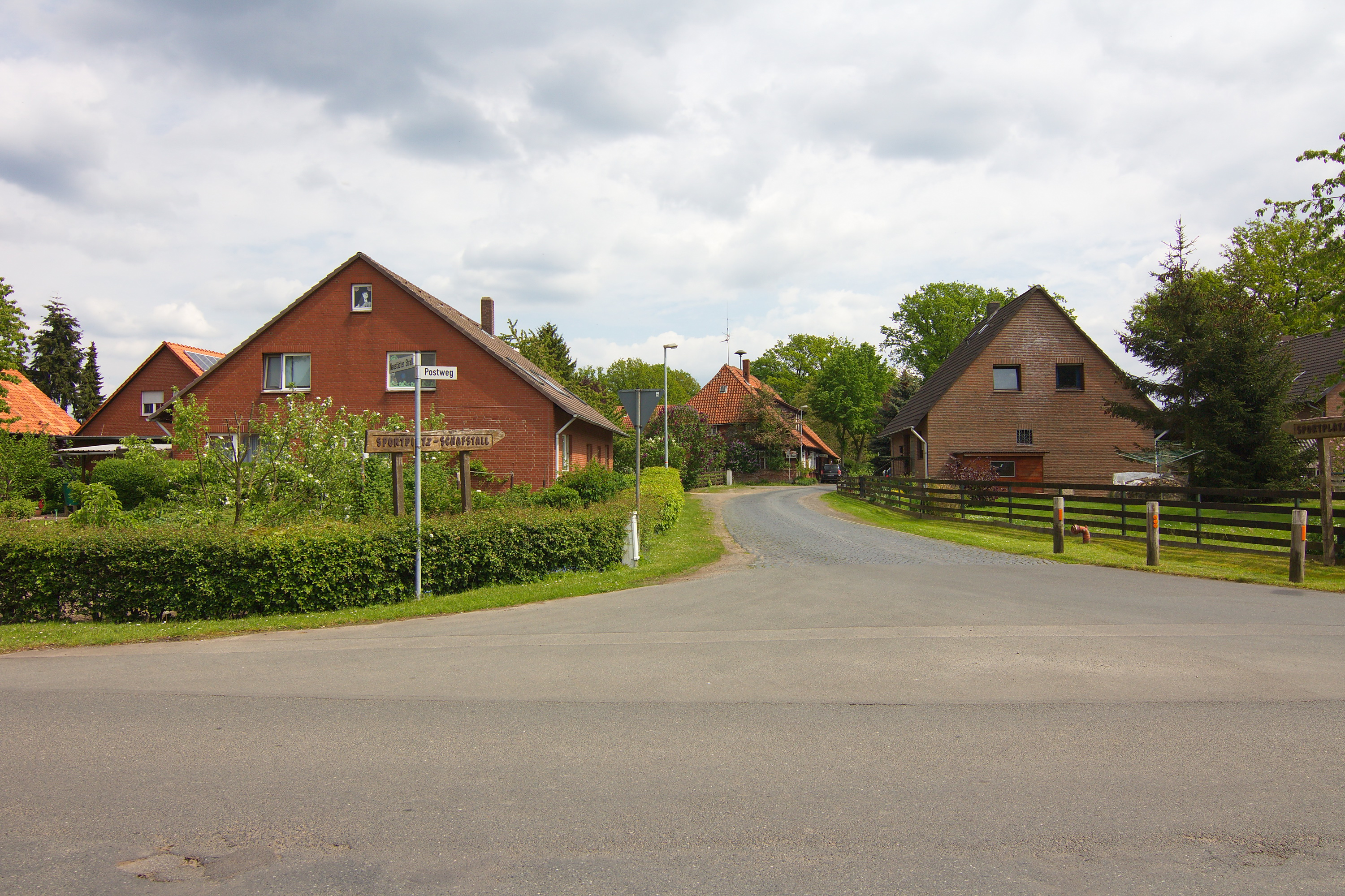
Postweg zum Sportplatz

### Naturschutzgebiete
- Das Naturschutzgebiet „Blankes Flat“ in Esperke/Warmeloh ist ein Moorsee mit sonst selten vorkommender Tier- und Pflanzenwelt

## Persönlichkeiten
- Gustav Feddeler (19. Jahrhundert–1920), Schulleiter und Sachbuchautor
- Rebecca Schamber (* 1975), Politikerin (SPD)